# Jean-Louis Tauran
Jean-Louis Pierre Tauran (tiếng Latinh: Ioannes Ludovicus Petrus Tauran; sinh ngày 5 tháng tháng 4 năm 1943 – 5 tháng 7 năm 2018) tại Pháp. Ông là một Hồng y của Giáo hội công giáo Roma. Ông từng giữ chức vụ Hồng y Nhiếp chính tại Roma kiêm chủ tịch Hội đồng Giáo hoàng về Đối thoại Liên tôn lần lượt từ năm 2014 và 2007 cho đến khi qua đời.

## Tiểu sử
Jean-Louis Tauran sinh ra tại Bordeaux, Pháp. Ông học tại Đại học Giáo hoàng Gregorian ở Rome, Italy về triết học và thần học. Ông là tiến sĩ giáo luật. Ông cũng tham gia nghiên cứu tại Học viện Giáo hoàng về Giáo hội tại Rome và Đại học Công giáo Toulouse, Pháp. 
Ông được thụ phong linh mục bởi Tổng Giám mục Marius Maziers vào ngày 20 tháng 9 năm 1969. Sau đó ông và làm linh mục phụ tá của Tổng Giáo phận Bordeaux trước khi đảm nhận các hoạt động ngoại giao của Vatican vào năm 1975. Tauran là một quan chức của Hội đồng các vấn đề chung của Giáo hội vào năm 1983, sau đó ông tham gia vào các nhiệm vụ đặc biệt ở Haiti năm 1984), và Beirut và Damascus năm 1986. Ông cũng là một thành viên của phái đoàn Vatican đến các cuộc họp của Hội nghị An ninh châu Âu và Hợp tác, Hội nghị giải trừ quân bị ở Stockholm, và Diễn đàn Văn hóa ở Budapest và sau Vienna Ngày 01 tháng 12 năm 1990, ông được Giáo hoàng Gioan Phaolô II bổ nhiệm làm Tổng Giám mục Thelepte kiêm Bộ trưởng Bộ ngoại giao Vatican. Ông đã thể hiện ý kiến của tòa thành liên quan đến những vấn đề về xung đột tại Iraq, ông đã từng nhấn mạnh tầm quan trọng của việc đối thoại tại Liên Hợp Quốc và nói rằng "một cuộc chiến tranh xâm lược đơn phương sẽ tạo thành một tội ác chống lại hòa bình và chống lại các Công ước Geneva".
Ông được thăng chức Hồng y bởi Đức Giáo hoàng Gioan Phaolô II tại hội nghị công giáo vào ngày 21 tháng 10 năm 2003. Ngày 24 tháng 11 năm 2003, ông đảm nhận làm chuyên viên lưu trữ và thư viện của Giáo hội La Mã Thần thánh, giám sát mật Vatican và Vatican Thư viện.
Hồng y Tauran là một trong số những hồng y cử tri đã tham gia vào mật nghị hồng y vào năm 2005 để bầu chọn Giáo hoàng Biển Đức XVI và vào năm 2013 khi bầu chọn Giáo hoàng Phanxicô.
Ngày 20 tháng 12 năm 2014, Hồng y Jean-Louis Tauran đã được Giáo hoàng Phanxicô bổ nhiệm làm Nhiếp chính Giáo hội Công giáo Rôma.
Ông qua đời ngày 5 tháng 7 năm 2018, thọ 75 tuổi.